# Dmitrov
Dmitrov (Russisch: Дмитров) is een stad in de Russische oblast Moskou, 65 kilometer ten noorden van Moskou. Ze is gelegen aan de rivier de Jachroma en het Moskoukanaal, dat de Russische hoofdstad met de Wolga verbindt. De stad telde 62.219 inwoners bij de volkstelling van 2002.
Dmitrov werd gesticht door Joeri Dolgoroeki in 1154.
Een school in Dmitrov, Gymnasium Dmitrov is in 2005 verkozen tot de beste school van Rusland, hierdoor kreeg deze veel subsidies en kon de school worden vernieuwd. Zo werden er nieuwe computers geplaatst en is er een nieuwe vleugel aangebouwd.
In het centrum zijn er 's winters ijssculpturen te zien. Ook zijn er een standbeeld van de stichter en diverse kerken te vinden. Het museum van Dmitrov werd in 2005 gerenoveerd.

## Geboren in Dmitrov
- Anton Vorobjov (12 oktober 1990), wielrenner

## Partnersteden
- Almere (Nederland)
- Maryina Horka (Wit-Rusland)
- Rîbnița (Transnistrië)

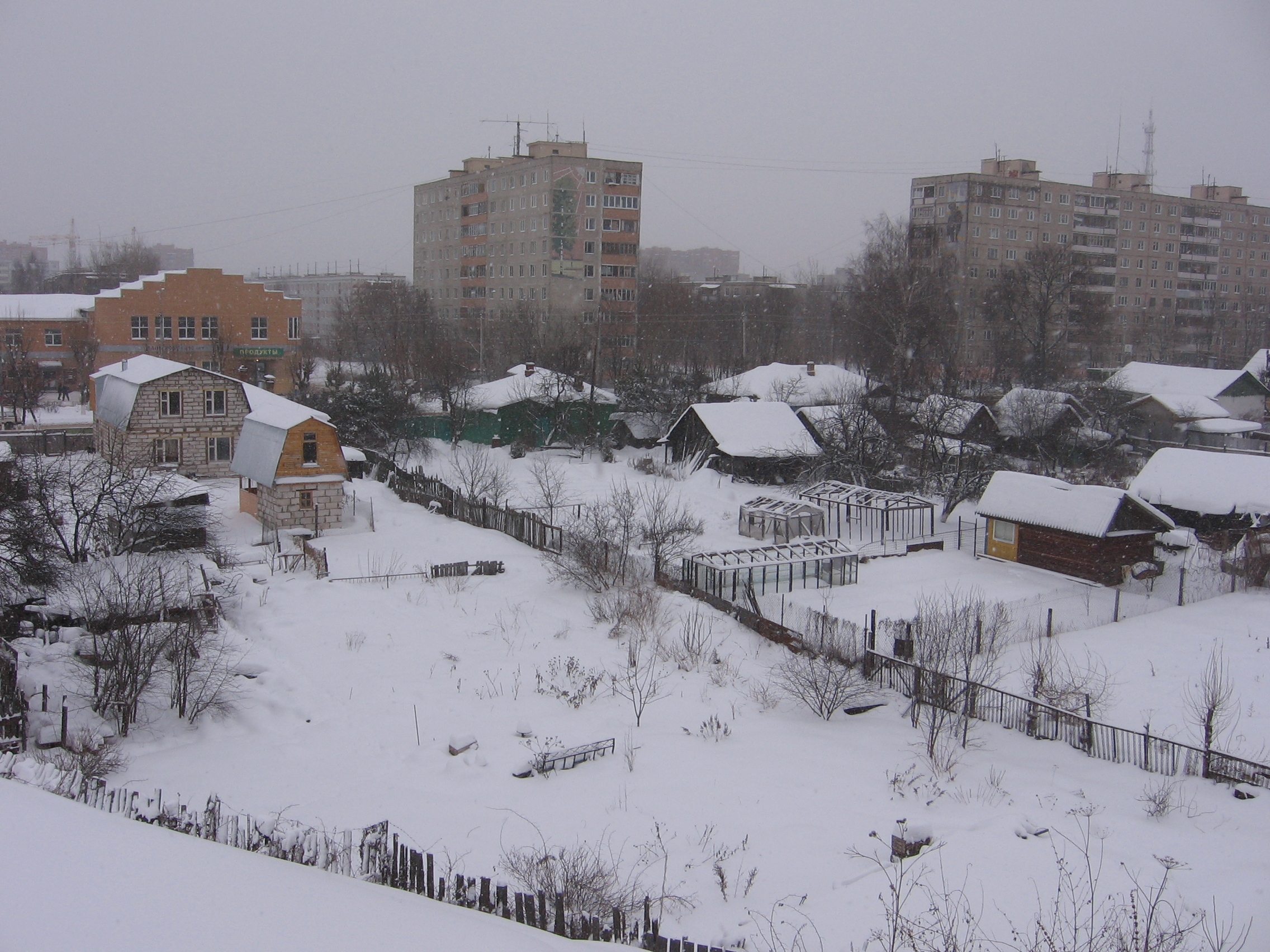
Uitzicht op een deel van Dmitrov
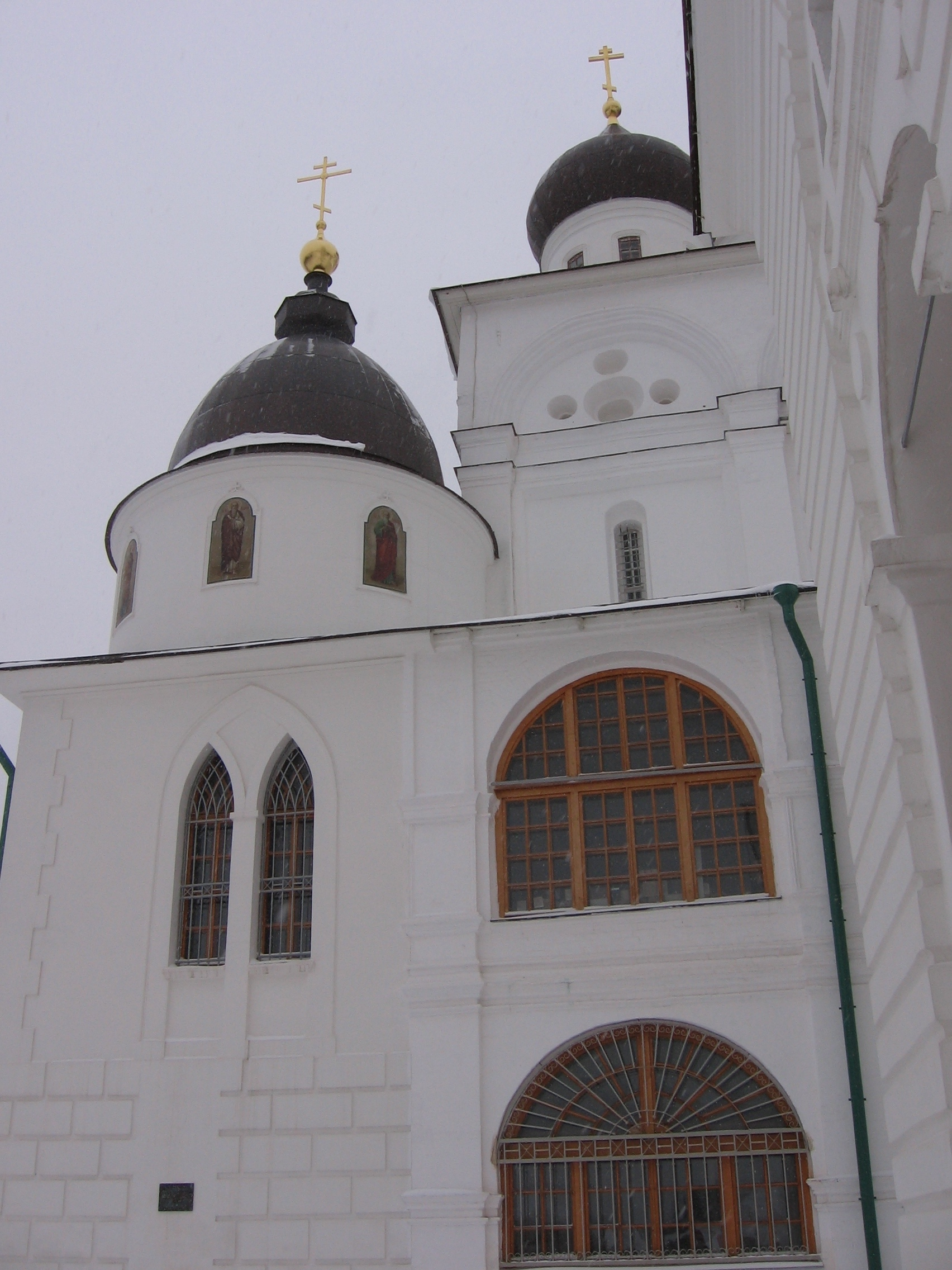
Kathedraal van de Ontslapenis van de Moeder Gods (Dmitrov)

Aprelevka · Balasjicha · Bronnitsy · Chimki · Chotkovo · Dedovsk · Dmitrov · Doebna · Dolgoproedny · Domodedovo · Drezna · Dzerzjinski · Elektrogorsk · Elektro-oegli · Elektrostal · Frjazino · Golitsyno · Istra · Ivantejevka · Jachroma · Jegorjevsk · Joebilejny · Kasjira · Klimovsk · Klin · Koebinka · Koerovskoje · Kolomna · Koroljov · Kotelniki · Krasnoarmejsk · Krasnogorsk · Krasnozavodsk · Krasnoznamensk · Likino-Doeljovo · Ljoebertsy · Lobnja · Loechovitsy · Losino-Petrovski · Lytkarino · Moskovski · Mytisjtsji · Naro-Fominsk · Noginsk · Odintsovo · Orechovo-Zoejevo · Ozjerelje · Ozjory · Pavlovski Posad · Peresvet · Podolsk · Poesjkino · Poesjtsjino · Protvino · Ramenskoje · Reoetov · Roeza · Rosjal · Sergiev Posad · Serpoechov · Sjatoera · Sjtsjerbinka · Sjtsjolkovo · Solnetsjnogorsk · Staraje Koepavna · Stoepino · Taldom · Troitsk · Tsjechov · Tsjernogolovka · Vereja · Vidnoje · Volokolamsk · Voskresensk · Vysokovsk · Zarajsk · Zjeleznodorozjny · Zjoekovski · Zvenigorod